# 노스트라트어족

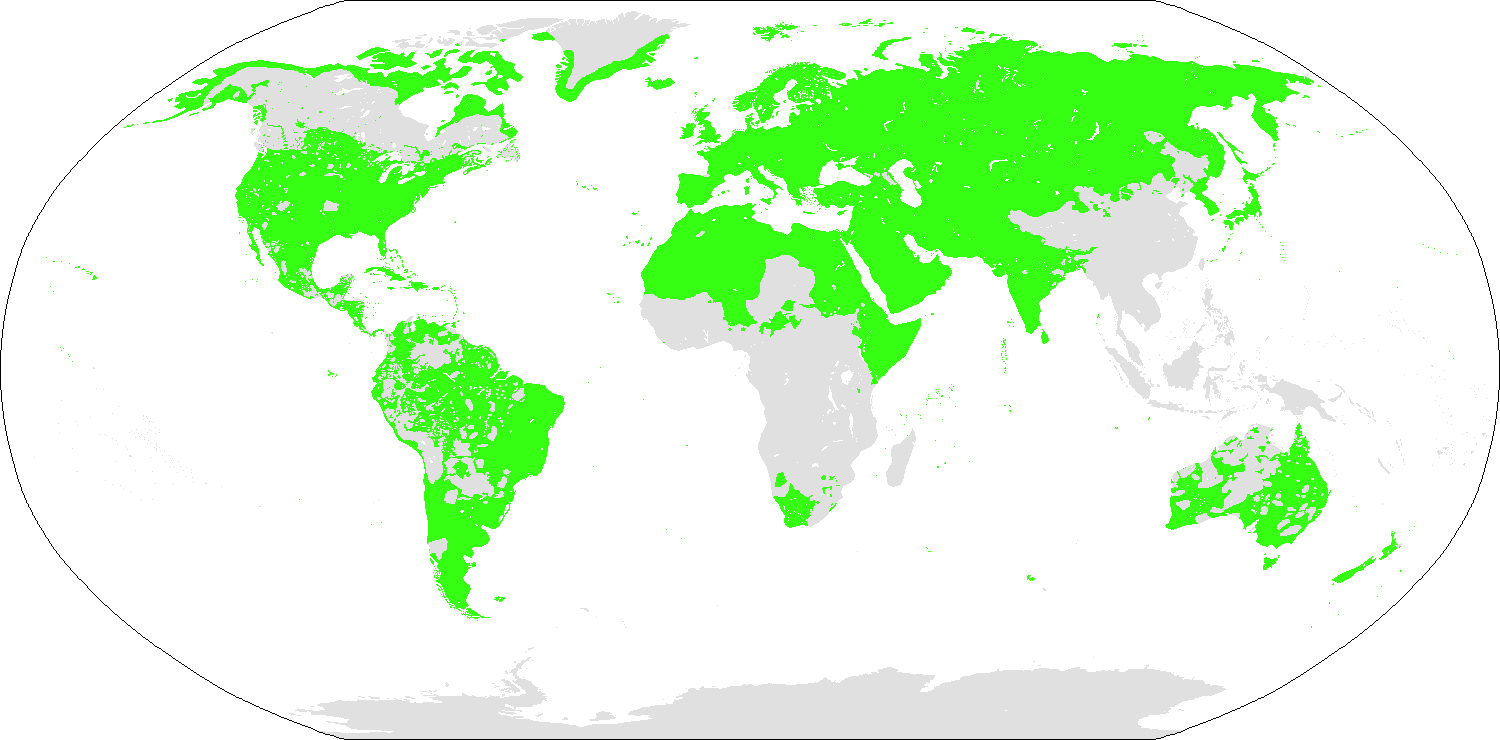
가설에 따른 노스트라트어족 언어의 분포

노스트라트어족(Nostratic languages)은 유라시아 대륙의 인도유럽어족, 우랄어족, 알타이어족 그리고 카르트벨리어족을 포함하는 가설적인 대어족이다. 종종 북아프리카, 아라비아 반도에서 사용되는 아프로아시아어족과 남아시아에서 사용되는 드라비다어족이 포함된다. 노스트레이트어족의 가설의 조상 언어는 노스트라트조어라고 불린다.
1903년 덴마크의 언어학자 홀거 페데르센(Holger Pedersen)이 처음 제시하여 라틴어로 "우리나라 사람들"을 의미하는 nostrās에서 따와 Nostratic라는 이름을 붙였다. 이후 1960년대에 소련의 언어학자들이 주목하고 본격적으로 발전시켜, 노스트라트어족을 비롯한 여러 거대 어족 가설을 특징으로 하는 모스크바 학파의 성립으로 이어졌다.
이 가설은 20세기 이후 지지를 잃어 오늘날 많은 학자들에 의해 받아들여지지 않는다. 발상지라 할 수 있는 러시아의 학계에서도 소수설로 남아있으나, 일부 학자들은 불가지론적 관점을 취하기도 한다. 한편 유사한 대어족 가설인 유라시아어족(Eurasiatic)설이 조지프 그린버그에 의해 제창된 바 있다.

## 분류
다음은 Allan R. Bomhard (2008)의 분류를 기준으로 한다.
노스트라트어족
- 아프리카아시아어족
- 카르트벨리어족
- 드라비다어족
- 유라시아어족
  - 인도유럽어족
  - 우랄어족
  - 알타이어족

## 참고 문헌
- Marek Stachowski, "Teoria nostratyczna i szkoła moskiewska".(pdf) – LingVaria 6/1 (2011): 241-274.